# Johann Peter Pixis
Ne doit pas être confondu avec Pixies.
Pour les articles homonymes, voir Pixis.
Johann Peter Pixis (né le 10 février 1788 à Mannheim en électorat palatin et mort le 22 décembre 1874 à Baden-Baden dans ce même pays) est un pianiste et compositeur badois.
Il vécut à Paris entre 1825 et 1845, où il travailla comme pianiste de concert. En 1845 il partit pour Baden-Baden où il enseigna le piano et composa de la musique de chambre jusqu'à sa mort.

## Biographie
Johann Peter Pixis était le fils de l'organiste de Mannheim Friedrich Wilhelm Pixis (1755-1805) et frère du violoniste Friedrich Wilhelm Pixis. Le père initia d'abord lui-même les deux enfants à la musique. Johann Peter Pixis vint au monde en 1788 et connut son premier public à partir de 9 ans. Il fit une tournée de trois ans avec son frère aîné, en 1797. Les deux enfants étaient alors considérés comme des enfants prodiges et faisaient des tournées de concerts à travers l'Allemagne, le Danemark, la Russie et la Pologne.
Entre 1807 et 1808, Pixis part à Vienne où il devient un des élèves d'Albrechtsberger et prend contact, entre autres, avec Ludwig van Beethoven, Giacomo Meyerbeer, et Franz Schubert. Il resta à Vienne (faisant cependant de brèves interruptions) jusqu'en 1823, où il tenta, en vain, de faire une carrière comme compositeur d'opéras.
En tant que pianiste apprécié, il déménage en 1825 pour Paris, où il travaille comme pianiste et partenaire de musique de chambre. À l'apogée de sa carrière, en 1830, Johann Peter Pixis est l'un des pianistes les plus couronnés de succès de son temps. En 1840, il s'installa à Baden-Baden, et se retira de la vie publique et enseigna la musique à sa fille adoptive, Franziska Pixis (1816-1845), qui devint chanteuse d'opéra et à son neveu, Théodore Pixis (1831–1856).

## Œuvres (sélection)
Parmi ses nombreuses œuvres, il écrivit la troisième variation de Hexaméron (1837), une œuvre créée avec six autres compositeurs (dont Franz Liszt et Frédéric Chopin) constituée de variations sur un thème de Bellini. Il contribua également une œuvre collaborative de 1819 à 1823 (cette fois impliquant 51 compositeurs) : Les variations sur une valse de Diabelli. Anton Diabelli avait demandé à un certain nombre de compositeurs de composer une variation sur une courte valse qu'il avait écrite. Ludwig van Beethoven écrivit ses fameuses 33 variations sur la valse de Diabelli.

### Opéras
- Almazinde oder die Höhle Sesam (livret d'Heinrich Schmidt), Opéra romantique en 3 actes (créé le 11 avril 1820 au Theater an der Wien à Vienne)
- Der Zauberspruch (livret d'après Carlo Gozzi), Opéra romantique en 2 actes (créé le 25 avril 1822)
- Bibiana oder Die Kapelle im Walde, Opéra romantique en 3 actes (créé le 8 octobre 1830 au Théâtre Italien à Paris)

### Opérette
- Die Sprache des Herzens (livret Johann Peter Lyser (de)), Opérette en 1 acte (créé le 15 janvier 1836 à Berlin)

### Musique instrumentale
- Concertino pour piano et orchestre en mi bémol majeur, op. 68 (Leipzig, 1826)
- Concerto pour piano et orchestre en ut majeur, op. 100 (Vienne, 1826)
- Quatuor pour piano, violon, alto et violoncelle, op. 4
- Quintette pour le piano-forte, violon, alto, violoncelle et contrebasse, op. 99
- Grand Trio pour pianoforte, violon et violoncelle, op. 75
- Second Grand Trio pour pianoforte, violon et violoncelle, op. 86
- Troisième Grand Trio pour pianoforte, violon et basse, op. 95
- Quatrième Grand Trio pour pianoforte, violon et violoncelle, op. 118
- Cinquième Grand Trio pour pianoforte, violon et violoncelle, op. 129
- Sixième Grand Trio pour pianoforte, violon et violoncelle, op. 139
- Septième Grand Trio pour pianoforte, violon et violoncelle, op. 147
- Fantaisie Militaire, pour clavier et orchestre, op. 121 (Leipzig, 1833)

## Discographie
- Concertino pour piano et orchestre en mi bémol majeur, op. 68 ; Concerto pour piano & orchestre en ut majeur, op. 100 - Tasmanian Symphony Orchestra, Howard Shelley, piano et direction (10-14 mai 2011, coll. « Le Concerto romantique pour piano » vol. 58 Hyperion CDA67915) (OCLC 895126794) — avec le Concerto pour piano, op. 5 de Thalberg.
- Trios avec piano - Leonore Piano Trio : Benjamin Nabarro, violon ; Gemma Rosefield, violoncelle ; Tim Horton, piano (21-23 décembre 2016, SACD Hyperion) (OCLC 1021754097)